# 2011 chez Disney
L'année 2011 pour la Walt Disney Company est marquée par la montée au capital d'UTV Software Communications, l'achat de Togetherville, le début des travaux de Shanghai Disney Resort mais aussi le séisme ayant provoqué l'accident nucléaire de Fukushima et touchant Tokyo Disney Resort.

## Événements

### Janvier
- 3 janvier 2011,
  - les organisateurs de l'American Le Mans Series annoncent que la course prévue en avril 2011 à Long Beach sera retransmise en direct sur ESPN2 et les qualifications sur ESPN3[1].
  - le spectacle Le Roi lion au Minskoff Theatre établit un nouveau record d'affluence pour la dernière semaine de l'année 2010[2].
- 4 janvier 2011,
  - Stan Lee est distingué par une étoile sur le Hollywood Walk of Fame[3]
  - le Disney Dream arrive au Port Canaveral[4]
  - ESPN annonce le passage en 24/7 de la chaîne ESPN 3D lancée en juin 2010 à compter du 14 février 2011[5],[6]
- 6 janvier 2011,
  - UTV True Games reprend en interne (studio de Pékin), le développement du jeu Mytheon repoussé depuis novembre 2009 et confié à l'éditeur Petroglyph[7]
- 7 janvier 2011, ESPN signe un contrat de 3 ans avec le West Indies Cricket Board pour diffuser les matchs de cricket sur ESPN Caribbean et ESPN3[8]
- 11 janvier 2011,
  - Disney Store annonce l'ouverture ou la rénovation de 25 boutiques en Europe et Amérique du Nord en 2011[9]
  - Walt Disney Company EMEA signe un contrat avec MasterCard de 6 six ans et couvrant l'Europe pour des promotions sur Disneyland Paris, dans les Disney Store et les films[10]
- 12 janvier 2011,
  - ESPN signe un contrat de diffusion du Championnat du monde des rallyes 2011 au Royaume-Uni sur ESPN et des archives sur ESPN Classic[11]
  - Baynote annonce avoir obtenu 13 millions de $ lors d'une levée de fonds dont une partie provenant de Steamboat Ventures[12]
- 13 janvier 2011,
  - Ouverture de l'attraction Wild Africa Trek à Disney's Animal Kingdom[13]
  - Le Seattle Times annonce que la première d'une nouvelle adaptation en comédie musicale d'Aladdin, nommée Disney's Aladdin: The New Stage Musical produite pour Walt Disney Theatrical Productions aura lieu en juillet 2011[14],[15]
  - Ignition annonce la sortie d'El Shaddai, au Japon pour le 28 avril 2011[16]
- 14 janvier 2011, Disney Mobile Japan annonce la sortie sur le marché japonais de smartphone Disney sous Android fabriqué par Sharp[17]
- 18 janvier 2011,
  - Disney annonce les modifications du projet d'agrandissement du Fantasyland du Magic Kingdom[18].
  - ESPN prolonge de 5 ans son contrat avec l'USC[19]
  - Mixbook rachète Scrapblog à Steamboat Ventures[20]
- 19 janvier 2011,
  - Disney confirme la fermeture du studio Propaganda Games[21]
  - Disney annonce l'ouverture de Star Tours II aux Disney's Hollywood Studios pour le 20 mai 2011[22].
- 20 janvier 2011, ESPN signe un contrat de 20 ans et 300 millions d'USD pour une chaîne consacrée aux évènements sportifs des Longhorns du Texas de l'Université du Texas à Austin[23].
- 21 janvier 2011,
  - ESPN Star Sports est sollicité pour retransmettre la coupe du monde 2011 de cricket dans des cinémas indiens[24]
  - le site Mission Local consacré au quartier Mission District de San Francisco annonce l'implantation d'un studio nommé Shademaker Productions devant produire un film pour Disney[25]
- 24 janvier 2011,
  - Ouverture de l'attraction Mickey's PhilharMagic à Tokyo Disneyland[26]
  - Disney annonce lancer le 14 février un bloc de programmes nommé Disney Junior sur Disney Channel en attendant le lancement de la chaîne spécialisée en 2012[27]
- 26 janvier 2011,
  - Disney annonce 200 suppressions de poste et une réorganisation vers les jeux pour mobiles et sociaux[28]
  - Disney Cruise Line suspend les escales du Disney Wonder à Mazatlán pour des raisons de sécurité[29]
- 27 janvier 2011,
  - Disney annonce son intention d'ouvrir des Disney Store en Chine à partir de 2012[30]
  - Disney annonce le renommage de Playhouse Disney UK en Disney Junior le 7 mai 2011[31]
  - Un incendie se déclare au douzième étage de la tour Est de l'hôtel Disney Aulani Resort à Honolulu encore en chantier[32]
- 31 janvier 2011,
  - Chuck Viane annonce son départ pour juillet 2011 de la présidence de la distribution globale de Walt Disney Studios Motion Pictures[33]
  - ESPN acquiert les droits américains de diffusion de l'UEFA 2012 et 2016[34]

### Février
- 1er février 2011, Disney signe un contrat avec la société indienne Apalya TV pour distribuer des programmes de Disney XD via la téléphonie mobile[35]
- 2 février 2011,
  - À la suite de l'ouverture d'une nouvelle version d'Android Market, Disney annonce le portage d'applications sous Android dont Tap Tap Revenge[36]
  - UTV Indiagames et Zenga TV lance un service de vidéo en Inde sur la plateforme internet et de téléphonie mobile de Zenga[37]
- 4 février 2011, Disney Cruise Line annule les escales du Disney Magic prévues pour l'été 2011 en Tunisie et les remplace par Palerme à la suite des évènements politiques[38]
- 6 février 2011, le New York Times révèle une campagne lancée le mois précédent par Disney dans les maternités américaines en vue de créer la marque Disney Baby[39]
- 8 février 2011, Disney Destinations et Home & Garden Television ont signé un contrat de promotion conjointe de l'évènement EPCOT International Flower & Garden Festival[40]
- 9 février 2011,
  - Sortie nationale du film Tron : L'Héritage en France
  - Disney annonce le lancement d'un bloc musical nommé Radio Disney Junior associant Radio Disney au contenu de Disney Junior à compter du 14 février 2011[41]
- 10 février 2011,
  - Décès de l'animateur et imagineer Bill Justice[42]
  - Disney lance une collection exclusive chez Toys “R” Us de jouets en bois Cars[pertinence contestée]
- 11 février 2011,
  - Sortie nationale du film Gnoméo et Juliette aux États-Unis
  - Fermeture de la zone Mickey's Toontown Fair au Magic Kingdom[43]
- 12 février 2011, Disney dépose un dossier de construction pour un nouveau bâtiment pour Walt Disney Imagineering au Grand Central Creative Campus[44]
- 14 février 2011,
  - Début du bloc de programmes Disney Junior sur Disney Channel aux États-Unis[41]
  - Début du bloc musical Radio Disney Junior sur Radio Disney aux États-Unis
  - Début de la série Ça bulle ! sur Disney Channel France
  - La chaîne ESPN 3D passe à une diffusion continue 24/7 aux États-Unis[5],[6]
  - Début de l'émission Nación ESPN sur ESPN Deportes[45]
  - Début du service vidéo à la demande ESPN Classic UK chez Virgin Media au Royaume-Uni
- 15 février 2011,
  - ESPNcricinfo lance une application Android et iOS pour la coupe du monde de cricket 2011[46]
  - La mairie de Sydney offre 100 000 USD pour aider à la promotion du spectacle Mary Poppins prévu à partir d'avril 2011[47]
- 16 février 2011,
  - Sortie nationale du film Gnoméo et Juliette en France
  - Marvel Comics et Disney Publishing annoncent le lancement d'un mensuel nommé Disney-Pixar Presents en mai 2011 avec des personnages de Pixar[48]
- 17 février 2011,
  - Disney signe un accord avec les opérateurs de télévision payante et les stations affiliées d'ABC et (câble/satellite) pour récupérer une part des droits versés par les opérateurs aux affiliés[49]
  - Radio Disney lance son application officielle et gratuite sur l'Android Market[50]
- 22 février 2011, ESPN obtient d'un tribunal indien un jugement contre 144 sociétés de télédiffusions rediffusant illégalement la coupe du monde de cricket 2011 dont ESPN Star Sports a obtenu les droits[51]
- 23 février 2011,
  - Disney Media Distribution signe plusieurs contrats de rediffusion de la cérémonie des oscars, droits qu'elle détient depuis 1999, couvrant 28 pays supplémentaires en Asie[52]
  - Disney Hachette Presse annonce une nouvelle version du magazine Witch Mag le 2 mars et le lancement le 6 avril d'un nouveau magazine La Fée Clochette[53]
  - Disney achète le site de réseautage social Togetherville destiné aux enfants de moins de 10 ans[54]
- 25 février 2011, 
  - Disney Mobile ouvre sa première boutique à Shinjuku, Tokyo[55],[56]
  - The Walt Disney Company Italia installe son siège social dans l'ancien Palazzo delle Poste, édifice vendu par la Poste italiane en 2006 et rénové entre-temps[57],[58].
- 28 février 2011,
  - Disney signe un accord avec LaSexta pour diffuser 60 films sur la chaîne espagnole LaSexta3[59]
  - Disney annonce l'ouverture de Star Tour II pour le 3 juin 2011 en Californie[60]

### Mars
- 3 mars 2011,
  - Disney achète le développeur finlandais Rocket Pack[61]
  - Grâce à un partenariat avec HP, le gymnase Milk House du ESPN Wide World of Sports Complex est renommé HP Field House[62]
  - Astral Media annonce le renommage de Playhouse Disney en anglais et en français au Canada en Disney Junior à compter du 6 mai 2011[63].
- 4 mars 2011, Disney annonce que le film Milo sur Mars sera présenté en avant première du 11 mars au 21 avril 2011 au El Capitan Theatre[64]
- 7 mars 2011, Disney s'associe avec la société française Corine de Farme pour des gammes de produits pour enfants et bébé thématisés sur Disney[65]
- 9 mars 2011, une adaptation officielle du spectacle La Belle et la Bête par NETworks débute au Pantages Theatre de Los Angeles[66]
- 11 mars 2011,
  - Première du film Milo sur Mars au El Capitan Theatre à Los Angeles[64]
- 12 mars 2011, à la suite du séisme et des tsunamis de la veille ayant provoqué l'évacuation de 70 000 visiteurs, le complexe de Tokyo Disney Resort ferme au moins jusqu'au 23 mars[67],[68]
- 14 mars 2011,
  - Disney annonce la suppression de 80 postes à la suite du rachat l'été 2010 de Playdom[69]
  - Disney annonce Disneymedia+ un projet de partenariat européen associant des marques comme Tesco ou Peugeot à des gammes de produits Disney[70],[71]
  - Disney s'associe aux États-Unis avec la société Method Products pour lancer une gamme de savon Mickey et Minnie[72]
- 15 mars 2011, Disney offre 2,5 millions $ au Japon pour aider les victimes du Séisme de 2011 de la côte Pacifique du Tōhoku[73]
- 16 mars 2011, Disney annonce le lancement de 13 nouvelles séries pour la saison 2011-2012 de Disney Channel, Disney XD et Disney Junior[74]
- 17 mars 2011, Jimmy Pitaro, responsable du contenu pour Disney Interactive Media Group nomme Mark Walker, ancien de Yahoo, responsable du développement des sites Disney Online[75]
- 21 mars 2011, ABC TV lance un service de vidéo à la demande au Portugal avec Zon Videoclube[76]
- 22 mars 2011, Disney Publishing annonce le lancement de plusieurs magazines liés aux personnages de Disney Channel, Pixar et de Marvel Comics[77]
- 26 mars 2011,
  - Le complexe de Tokyo Disney Resort reste fermé jusqu'à nouvel ordre tandis que les employés des bureaux de Disney et des Disney Store ont repris leurs activités depuis le 22 mars[78]
  - Tony To devient vice-président chargé des films en prises de vue réelle du Walt Disney Motion Pictures Group[79]
- 31 mars 2011,
  - Disney annonce le nom officiel et le réalisateur de Monstres et Cie 2 : Monster University et Dan Scanlon[80]
  - Steamboat Ventures investit 6,1 millions de $ dans le développeur GameSalad spécialisé sur iOS[81],[82]

### Avril
- 1er avril 2011,
  - Disney annonce le renommage des Playhouse Disney d'Australie et de Nouvelle-Zélande en Disney Junior à compter du 29 mai 2011[83]
  - Disney Channel France propose désormais gratuitement les chaînes Disney Channel et Disney Channel +1 sur l'ensemble des bouquets ADSL français[84],[85],[86], suivant l'exemple de Disney Channel España en 2008.
  - Création de Disneymedia+, une division européenne pour du marketing multiplateforme, dépendante de Disney Consumer Products[70],[71]
  - ESPN Classic signe un contrat avec la BBC afin de pouvoir utiliser à près de 80 heures d'archives sportives[87]
  - WJRT-TV et WTVG changent officiellement de propriétaire pour SJL Broadcasting, conservant leurs affiliations à ABC[88]
- 4 avril 2011, 
  - Disney annonce la cérémonie de début des travaux du Shanghai Disney Resort pour le 8 avril 2011[89]
  - Disney et Free lancent en France Disneytek et ABCtek deux services de vidéos à la demande[90],[91],[92]
- 5 avril 2011,
  - Disney et Vodafone lancent en Allemagne un service de vidéos à la demande des programmes ABC[93]
  - Disney Cruise Line dévoile ses itinéraires pour 2012 vers l'Alaska depuis Seattle pour le Disney Wonder et depuis New York et Galveston (Texas) pour le Disney Magic[94]
- 6 avril 2011, ESPN et l'Atlantic Ten Conference signent un contrat de deux années pour diffuser les matchs de basketball de la conférence[95]
- 7 avril 2011, 
  - Playdom lance le jeu Garden of Time sur Facebook[96]
  - ESPN lance aux États-Unis une application nommée WatchESPN qui permet de regarder les chaînes du groupe sur smartphone[97].
- 8 avril 2011, Cérémonie de début des travaux du Shanghai Disney Resort[89]
- 10 avril 2011, OLC annonce la réouverture du Tokyo Disney Resort pour le 15 avril
- 11 avril 2011, Marvel et Disney annoncent pour juin une publication grand format sur les Muppets[98]
- 12 avril 2011,
  - Disney Cruise Line dévoile un itinéraire supplémentaire pour 2012 à Hawaï[99]
  - Disney Publishing annonce la publication de 1,5 million exemplaires du second tome de la série The Kane Chronicles de Rick Riordan[100]
- 15 avril 2011, 
  - Réouverture du parc Tokyo Disneyland après le Séisme de 2011 de la côte Pacifique du Tōhoku
  - Disney annonce le renommage de Playhouse Disney France en Disney Junior pour le 28 mai 2011[101]
- 18 avril 2011,
  - Virgin Media signe un contrat avec Disney et Paramount pour du contenu à la demande en 3D[102]
  - Egmont annonce le lancement de DYOU un nouveau magazine Disney au Royaume-Uni[103]
  - Disney annonce le remplacement de Playhouse Disney en Allemagne par Disney Junior à compter du 14 juillet 2011[104]
- 19 avril 2011, Playdom et NBA Digital lancent le jeu NBA Dynasty sur Facebook[105]
- 21 avril 2011,
  - Sortie du film Félins de Disneynature aux États-Unis
  - Première mondiale du film Thor de Marvel Studios en Australie
- 24 avril 2011,
  - Sortie du film Thor de Marvel Studios en France
  - ESPN annonce l'arrêt des rediffusions de tournois de poker et des publicités pour les sites de poker en ligne à la suite d'une investigation fédérale à l'encontre de ces sites[106]
- 25 avril 2011,
  - L'ouverture de l'attraction Goofy's Sky School à Disney California Adventure est annoncée pour le 3 juin 2011[107]
  - Accident dans l'attraction Big Thunder Mountain à Disneyland Paris[108],[109]
- 29 avril 2011,
  - Réouverture du parc Tokyo DisneySea après le Séisme de 2011 de la côte Pacifique du Tōhoku
  - Sortie du film Prom

### Mai
- 1er mai 2011, Disney annonce le remplacement de Playhouse Disney en Belgique et aux Pays-Bas par Disney Junior à compter du 1er septembre 2011[110]
- 5 mai 2011,
  - La première Disney Store implantée en Belgique ouvre à Anvers[111]
  - Disney s'associe à la chaîne de cinéma BIG Cinemas pour organiser les Disney Brunch à Mumbai[112]
  - Disney confirme la suppression de 100 postes au Black Rock Studio[113]
  - L'ouverture de l'hôtel Aulani, a Disney Resort & Spa est annoncée pour le 29 août 2011[114]
- 6 mai 2011,
  - Lancement de Disney Junior au Québec[63]
- 12 mai 2011,
  - Disney annonce le lancement d'une chaîne Disney XD en Afrique du Sud[115]
  - Disney et SK Telecomannoncent la création de Television Media Korea[116],[117]
  - le studio de jeux sociaux Playdom acheté par Disney en 2010, est jugé coupable de violation des droits des enfants en ligne du Children's Online Privacy Protection Act et doit verser une amende de 3 millions d'USD[118],[119]
- 13 mai 2011, Disney dépose la marque SEAL Team 6 équipe impliquée dans la mort d'Oussama ben Laden[120]
- 17 mai 2011, Disney annonce une présence élargie de sa gamme Disney Garden[121]
- 20 mai 2011,
  - Disney et UTV Motion Pictures annoncent un partenariat dans la production de films en Inde[122]
  - Ouverture au public de l'attraction Star Tours II aux Disney's Hollywood Studios.
- 25 mai 2011,
  - Disney Store ouvre sa plus grande boutique européenne sur Oxford Street[123],[124]
  - Disney annonce la sortie de Disney Universe pour l'automne 2011[125]
  - Première mondiale du film X-Men : Le Commencement de Marvel Studios à New York
- 26 mai 2011,
  - Chiquita annonce avoir signé un contrat de distribution de fruits et légumes avec les entités américaines des parcs et croisières Disney[126],[127]
  - Disney se désengage de la marque SEAL Team 6 équipe impliquée dans la mort d'Oussama ben Laden[128] 5
- 28 mai 2011, Lancement de Disney Junior France par renommage de Playhouse Disney en Disney Junior.
- 29 mai 2011, Lancement de Disney Junior Australia et Disney Junior New-Zeland par renommage de Playhouse Disney en Disney Junior.

### Juin
- 1er juin 2011,
  - Sortie nationale du film X-Men : Le Commencement de Marvel Studios en France
  - la presse annonce que Disney prévoit de construire un centre de données en Caroline du Nord[129],[130],[131]
  - Disney et Astral Media annoncent le lancement le jour même de Disney XD au Canada[132].
  - Disney annonce le renommage le jour même de Playhouse Disney par Disney Junior en Afrique du Sud[133]
  - Bob Cavallo annonce son départ du poste de président du groupe Disney Music Group[134].
- 3 juin 2011,
  - Décès du comédien Wally Boag, vedette de la Golden Horseshoe Revue à Disneyland[135].
  - Ouverture au public de l'attraction Star Tours: The Adventures Continue au parc Disneyland[60]
  - Ouverture au public de l'attraction The Little Mermaid: Ariel's Undersea Adventure au parc Disney California Adventure[136].
  - Ouverture de l'attraction Goofy's Sky School à Disney California Adventure[107]
  - Sortie nationale du film X-Men : Le Commencement de Marvel Studios aux États-Unis
- 6 juin 2011,
  - Disney annonce la suppression de 250 postes dans la distribution, la production et la promotion des films[137]
  - Décès de la comédienne Betty Taylor, covedette de la Golden Horseshoe Revue à Disneyland[138].
- 10 juin 2011, Disney et le site de vidéo en ligne Lovefilm signent un contrat de distribution pour l'Allemagne[139]
- 12 juin 2011, Disney ouvre un studio d'animation pour jeu en ligne en Chine dans la ville de Ningbo[140]
- 17 juin 2011, Disney Channel France devient disponible gratuitement sur DartyBox
- 20 juin 2011,
  - Disney Music Group choisit la solution Ncontracts de Network Contract Solutions pour gérer son catalogue[141]
  - Le site Club Penguin est temporairement fermé en raison d'un non-renouvellement par Disney du nom de domaine
- 24 juin 2011, Disney annonce le lancement de Disney Channel Korea et Disney Junior Korea, dès le 1er juillet[116]
- 25 juin 2011, 
  - Euro Disney et Hertz renouvellent leur partenariat européen quinquennal
  - Disney Publishing lance Disney Comics, une application pour iOS avec l'ensemble des productions américaines classiques ou récentes, dont des personnages Pixar[142].
- 30 juin 2011, Disney crée une filiale en Afrique du Sud pour assurer la distribution de ses films[143]

### Juillet
- 1er juillet 2011,
  - Lancement de Disney Channel Korea et Disney Junior Korea en Corée du Sud, géré par Television Media Korea, société détenue par Disney et SK Telecom[116]
  - Disney Interactive Studios décide de fermer définitivement le Black Rock Studio[144]
- 5 juillet 2011,
  - La présidente de Walt Disney World, Meg Crofton est nommée responsable des opérations de Disneyland en Californie et Disneyland Paris en France[145]
  - ESPN obtient pour 400 millions de $ les droits américains de retransmissions pour 12 ans de Wimbledon détenu depuis 40 ans par NBC[146]
- 6 juillet 2011,
  - Disney annonce le lancement le 16 septembre 2011 de Disney Channel UK HD[147]
  - Disney et Telecom Italia lancent un catalogue de vidéo à la demande sur la plateforme de Télévision IP Cubovision[148]
- 7 juillet 2011, Première de la comédie musicale Disney's Aladdin: The New Stage Musical de Walt Disney Theatrical Productions adapté d'Aladdin (1992) au 5th Avenue Theatre de Seattle
- 18 juillet 2011, Disney Junior España devient disponible sur la plateforme de téléphonie mobile Digital+ móvil[149]
- 20 juillet 2011, ESPN Star Sports lance deux chaînes en HD en Inde 2011, ESPN HD et Star Cricket HD[150]
- 21 juillet 2011, Disney engage Bill Roper, un des créateurs de Blizzard Entertainment pour gérer les jeux liés à Marvel Entertainment[151],[152]
- 22 juillet 2011, Disney annonce l'arrêt des manifestations ESPN The Weekend dans son parc Disney's Hollywood Studios[153]
- 24 juillet 2011, OLC annonce la fermeture du spectacle ZED présenté au Tokyo Disney Resort par le Cirque du Soleil[154]
- 26 juillet 2011, UTV annonce qu'elle a accepté une offre de Disney pour acheter les 49,6 % restants du capital qu'elle ne détient pas pour 454,62 millions d'USD[155]
- 27 juillet 2011, Sortie du film Cars 2 de Pixar en France
- 29 juillet 2011, Disney et Chiquita annoncent un partenariat promotionnel dans les parcs de Walt Disney World Resort et les navires de Disney Cruise Line, par sponsorisation d'attractions et vente des produits Chiquita[156]

### Août
- 5 août 2011, l'éditeur américain Boom! Studios annonce l'arrêt des publications Disney aux États-Unis à partir d'octobre 2011[157]
- 12 août 2011, Disney Media Networks signe un contrat de 3 ans avec la chaîne brésilienne Rede Telecine de distribution de films des catalogues Disney, DisneyNature, Marvel, Dreamworks, Miravista et Patagonik[158]
- 15 août 2011,
  - ESPN achète la société australienne ExtraCorp Pty, propriétaire du site footytips.com.au[159],[160]
  - Réouverture de la version originale d'Enchanted Tiki Room au Magic Kingdom[161]
  - Fanzter déménage de Collinsville (Connecticut) à Charleston (Caroline du Sud)[162]
- 16 août 2011, Disney a récolté 350 millions d'obligations à long terme, 30 ans[163]
- 23 août 2011, 
  - Disney remercie trois des responsables commerciaux de Marvel Entertainment[164]
  - Crunch Pak et Disney Garden lancent la marque de boîte à en-cas Foodles en forme de tête de Mickey et des décors de personnages Disney[165].
- 24 août 2011, Disney annonce faire gérer les cinq golfs du Walt Disney World Resort à un partenaire privé, le groupe d'Arnold Palmer[166]
- 26 août 2011, la chaîne Longhorn Network est lancée conjointement entre ESPN et l'université du Texas[167]
- 29 août 2011, Ouverture de l'hôtel Disney Aulani Resort à Hawaï[114]

### Septembre
- 1er septembre 2011, Disney annonce lancer en France un service de vidéo à la demande proposant les épisodes 24 heures après leurs diffusions américaines[168]
- 5 septembre 2011, UTV annonce que ses actionnaires publics acceptent le retrait du marché de la société[169]
- 6 septembre 2011, Andrew Mooney, directeur de la division Disney Consumer Products depuis 1999 annonce sa démission[170]
- 7 septembre 2011, ESPN achète les droits de la NFL jusqu'en 2021 pour 1,9 milliard de $ par an[171]
- 9 septembre 2011, Disney réorganise son approche des grands distributeurs et nomme Robert Chapek comme président[172],[173]
- 13 septembre 2011, Four Seasons Hotel annonce un projet hôtelier de luxe de 360 millions de $ à Walt Disney World Resort[174]
- 16 septembre 2011, 
  - Disney ferme sa division internationale de production de films en langue locale au profit de filiales locales[175]
  - Carolina Lightcap démissionne de son poste de présidente de Disney Channels Worldwide[176]
- 19 septembre 2011, le film Phinéas et Ferb, le film débute en Inde avec une promotion du 19 au 25 septembre dans plusieurs villes
- 20 septembre 2011,
  - Disney annonce une zone d'attraction basée sur Avatar de James Cameron[177]
  - American Express achète Sometrics pour 30 millions d'USD à Steamboat Ventures[178]
- 21 septembre 2011, le site Roku annonce avoir signé un accord avec Disney pour diffuser des vidéos courtes en streaming[179]
- 23 septembre 2011,
  - Disney Cruise Line annonce que pour répondre à la demande elle prévoit deux croisières pour Hawaï en 2012 au lieu d'une[180]
  - Disney Mobile annonce la sortie de Jetez-vous à l'eau ! (Where’s My Water), un jeu de puzzle basé sur la physique disponible pour les plateformes iPhone et Android[181]
- 26 septembre 2011, la société brésilienne NetMovies signe un contrat avec Disney pour vendre des vidéos en streaming ou sur support DVD et Blu-ray livré à domicile[182]
- 28 septembre 2011,
  - La chaîne américaine Telemundo obtient les droits de diffusion en espagnol de 10 films de Pixar[183]
  - Disney Mobile Japan annonce la sortie sur le marché japonais de deux smartphones supplémentaires à nouveau sous Android[184]

### Octobre
- 1er octobre 2011, Début de la série Jessie avec Debby Ryan sur Disney Channel
- 2 octobre 2011, Disney et la chaîne de supermarchés émirienne Lulu Hypermarket ouvrent une zone consacrée aux produits Disney au sein d'un supermarché de Doha[185].
- 3 octobre 2011,
  - ABC News et Yahoo! News forment une alliance journalistique[186]
  - Astral Media propose Radio Disney sur le site internet de Family[187]
- 4 octobre 2011, Disney prévoit d'ouvrir plusieurs services de VOD en Europe[188]
- 5 octobre 2011, Décès de Steve Jobs (1955-2011) ayant acheté et développé Pixar puis premier actionnaire de Disney à la suite du rachat de Pixar[189],[190].
- 7 octobre 2011, Disney annonce avoir acheté les 42 % d'Indiagames non détenus par UTV Software Communications, société indienne en cours de rachat par Disney[191]
- 8 octobre 2011, Robert Iger annonce qu'il quittera le poste de pdg de Disney en mars 2015[192],[193]
- 10 octobre 2011,
  - Reliance Industries annonce avoir signé un contrat avec UTV qui fournira du contenu à sa filiale de télécommunication en développement[194]
  - La Metro Atlantic Athletic Conference prolonge le contrat de diffusion de ses matchs de basket-ball sur ESPN de 6 ans[195]
- 13 octobre 2011, le site allemand Maxdome de ProSiebenSat.1 Media ajoute 500 titres du catalogue de séries et films de Disney[196]
- 14 octobre 2011, le laboratoire Disney Research dévoile SideBySide, une technologie faisant interagir des picoprojecteurs[197]
- 17 octobre 2011, l'UEFA accorde à ESPN UK et ITV les droits de diffusion des matchs des coupes 2012 à 2015 pour le Royaume-Uni[198]
- 20 octobre 2011, Disney annonce un contrat de production d'une série télévisée pour la chaîne russe Perviy Kanal[199]
- 26 octobre 2011, Disney-ABC et Corus Entertainment annoncent le lancement au printemps 2012 d'ABC Spark, déclinaison canadienne d'ABC Family[200],[201]
- 27 octobre 2011,
  - Un accident survient dans l'attraction Big Thunder Mountain de Disneyland Paris[202]
  - Disney achète 49 % de la société UTH Russia, propriétaire des chaînes SiemTV et Muz-TV, et annonce le renommage de la chaîne SiemTV en Disney Channel Russia[203]
- 31 octobre 2011,
  - John Lasseter obtient une étoile sur le Walk of Fame d'Hollywood Boulevard[204]
  - Disney-ABC prolonge son contrat de diffusion avec Netflix et signe un contrat similaire avec Amazon.com[205]

### Novembre
- 7 novembre 2011, Disney Publishing Worldwide annonce le lancement du magazine FamilyFun Kids[206]
- 9 novembre 2011, Disney Interactive Studios et YouTube annoncent leur collaboration pour produire et diffuser des vidéos[207]
- 10 novembre 2011, Disney rachète à Sony Pictures les droits des produits dérivés sur The Amazing Spider-Man de Marvel Studios[208]
- 14 novembre 2011, Disney achète le site parental Babble.com[209] pour 40 millions d'USD[210]
- 16 novembre 2011,
  - Robert Iger obtient un poste au comité de direction d'Apple[211],[212]
  - Club Penguin est lancé en allemand en Allemagne[réf. nécessaire]
  - OLC annonce la fermeture de Star Tours à Tokyo Disneyland pour le 2 avril 2012[213]
- 17 novembre 2011, Ouverture de Toy Story Land à Hong Kong Disneyland[214],[215],[216]
- 22 novembre 2011,
  - Disney annonce le remplacement de George Bodenheimer par John Skipper à la tête d'ESPN et de Disney Media Networks[217]
  - Playdom annonce la fermeture de son jeu ESPNU College Town au 20 décembre 2011[218]
  - La veuve de Steve Jobs, présidente du Steven P. Jobs Trust créé à la mort de son mari, annonce n'avoir aucune intention d'influencer Disney[219]
- 25 novembre 2011,
  - UTV Indiagames annonce se recentrer sur le marché indien après l'achat par Disney[220]
  - Disney annule son projet pour National Harbor à Washington DC[221]
- 28 novembre 2011, la société britannique Huntley Film Archives annonce avoir retrouvé un exemplaire du film Hungry Hoboes, un Oswald le lapin chanceux de 1928[222]
- 29 novembre 2011,
  - Disney annonce une extension du ESPN Wide World of Sports Complex de Walt Disney World Resort[223]
  - Disney annonce avoir émis des obligations pour 1,6 milliard de $[224]

### Décembre
- 1er décembre 2011, Disney Publishing Worldwide lance Disney Reads un hub pour réseaux sociaux[225]
- 2 décembre 2011, Disney-ABC crée les Times Square Studios, pour la production télévisuelle d'ABC Daytime[226]
- 7 décembre 2011, le gouvernement indien valide le rachat d'UTV par Disney[227]
- 8 décembre 2011, Disney Vacation Club annonce l'ouverture pour 2013 de 147 appartements en temps partagés dans un nouveau bâtiment construit à côté du Disney's Grand Floridian Resort[228].
- 12 décembre 2011, Playdom lance une version iPad de son jeu Gardens of Time[229]
- 15 décembre 2011,
  - ESPN prolonge son contrat pour le Basketball de la NCAA pour 500 millions de $ jusqu'en 2023-2024[230]
  - ABC annonce l'arrêt de l'émission Extreme Makeover: Home Edition[231],[232]
- 20 décembre 2011,
  - Sky D annonce le lancement de Disney Channel Deutschland en HD le 24 décembre[233]
  - Astral Media annonce le lancement de Disney Junior et Disney XD sur son réseau Cogeco[234]
- 27 décembre 2011, UTV Software Communications annonce transférer son droit de rachat des actions restantes d'UTV Indiagames à Disney[235]
- 28 décembre 2011,
  - Disney annonce lancer une offre de retrait de la bourse de Bombai de 12,2 millions d'actions UTV valable du 16 au 20 janvier 2012[236]
  - Disney annonce le lancement de Disney XD en marathi et en bengali dès le 1er janvier 2012[237].
- 29 décembre 2011, le Disney Fantasy est victime d'une ouverture de vanne dans son bassin, huit jours avant sa mise à l'eau[238].